# Woodblock

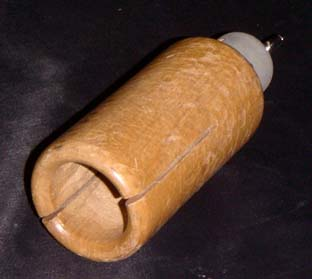
Woodblock tubolare

Il woodblock o wood block (in inglese "blocco di legno") è uno strumento a percussione a suono indeterminato  appartenente al gruppo degli idiofoni.

## Caratteristiche
È ricavato a partire da un singolo blocco di legno (da cui il nome) solitamente di forma rettangolare o tonda, in cui viene intagliata una o due fessure longitudinali. Le dimensioni variano notevolmente, producendo suoni anche molto vari tra loro.
Viene suonato esclusivamente percosso con una bacchetta, producendo un suono molto caratteristico.

## Utilizzo
Lo strumento in occidente è utilizzato nella musica orchestrale ed è generalmente composto da tek o altro legno duro, anche se negli ultimi anni si utilizzano varie materie plastiche.
Nella tradizione musicale dell'estremo oriente viene usata un'ampia gamma di woodblock, dai più piccoli che possono essere tenuti in mano, fino agli enormi e spesso inamovibili temple-blocks che possono essere suonati facendo oscillare un grande tronco contro di essi.
I tamburi a tronco, detti anche "tamburi a fessura", ricavati da tronchi svuotati internamente, sono usati in Africa, nelle Americhe e nelle isole del Pacifico.
Il muyu (in cinese 木魚; cinese semplificato 木鱼) è un woodblock scolpito a forma di pesce e colpito con una bacchetta di legno. Viene costruito in vari formati ed è spesso usato nel canto buddista, in Cina così come in altre nazioni asiatiche incluse Giappone, Corea e Vietnam. A volte, questa particolare percussione viene usata anche nella batteria